# Michael Kraske
Michael Kraske (* 1972 in Iserlohn) ist ein deutscher Journalist und Schriftsteller.

## Leben
Nach dem Abitur am Märkischen Gymnasium in seiner Vaterstadt begann Kraske 1992 in Leipzig zu studieren: Politikwissenschaft, Journalistik und Neuere Geschichte. Ferner absolvierte er die Henri-Nannen-Journalistenschule in Hamburg.
Kraske arbeitete als Journalist für  Stern, Die Zeit, Geo, Reader’s Digest, Merian, journalist, Psychologie Heute und Spiegel Online. Daneben trat er als Moderator von Podien und Tagungen, Referent sowie Radio- und TV-Experte zu den Themen Medien, Neue Rechte, Rechtspopulismus und Rechtsextremismus auf. Außerdem schrieb Kraske Bücher über „Liebe, Glück, Krankheit und Tod“ und erzählte darin von „Ausgebrannten, Revolutionären, Borderlinern, Escort-Damen, Hassobjekten, Depressiven, Lebensrettern, Flüchtlingen, Flüchtlingshelfern und Sterbebegleitern“ und beschreibt „die Folgen einer gesellschaftlichen Radikalisierung durch Rassismus, rechte Gewalt und institutionelles Versagen“ in Deutschland. Seit Beginn des 21. Jahrhunderts berichtet er als freier Reporter schwerpunktmäßig aus Ostdeutschland.
Michael Kraske lebt in Leipzig.

## Sachbücher
- Tief im Osten. Begegnungen mit der anderen deutschen Art. Das Neue Berlin, Berlin 2005, ISBN 3-360-01263-1.
- Und morgen das ganze Land – Neue Nazis, befreite Zonen und die tägliche Angst; ein Insiderbericht. Herder, Freiburg 2007, ISBN 978-3451030048.
- Ich bin dann mal drüben – Von einem, der auszog den Osten zu lieben. Herder, Freiburg 2009. ISBN 978-3451030314.
- Der Riss. Wie die Radikalisierung im Osten unser Zusammenleben zerstört. Ullstein Verlag Berlin 2020, ISBN 978-3-550-20073-1.
- Tatworte. Denn AfD & Co. meinen, was sie sagen. Ullstein, Berlin 2021, ISBN 978-3-548-06442-0.
- Angriff auf Deutschland – Die schleichende Machtergreifung der AfD, C.H.Beck, München 2024, ISBN 978-3-406-82311-4.

## Romane
- Vorhofflimmern. freiraum-verlag, Greifswald 2016, ISBN 978-3943672800.
- 24/7. freiraum-verlag, Greifswald 2018. ISBN 978-3962750008.